# Refuge faunique national de Pelican Island
Pour les articles homonymes, voir Pelican Island.
Le refuge faunique national de Pelican Island (anglais : Pelican Island National Wildlife Refuge) est la première aire réservée à la protection des oiseaux aux États-Unis et probablement au monde. Elle occupe 21,8 km2 dont près de la moitié représente une surface maritime. Elle est située sur l'île Pelican en Floride. Ce parc a été créé par Theodore Roosevelt le 14 mars 1903 sous le nom de National Bird Preserve.
Le refuge est protégé au titre de site Ramsar depuis 1993 pour l'intérêt de ses zones humides.

## Faune
Parmi les oiseaux les plus remarquables : pélican brun, pélican blanc, grande aigrette, aigrette neigeuse, aigrette roussâtre, grand héron bleu, petit héron bleu, tantale d'Amérique, héron de nuit, ibis blanc d'Amérique, cormoran, anhinga d'Amérique, huîtrier pie, cigogne...

Les eaux du refuge abritent également des espèces très rares et menacées telles le dugong ou encore les tortues de mer.

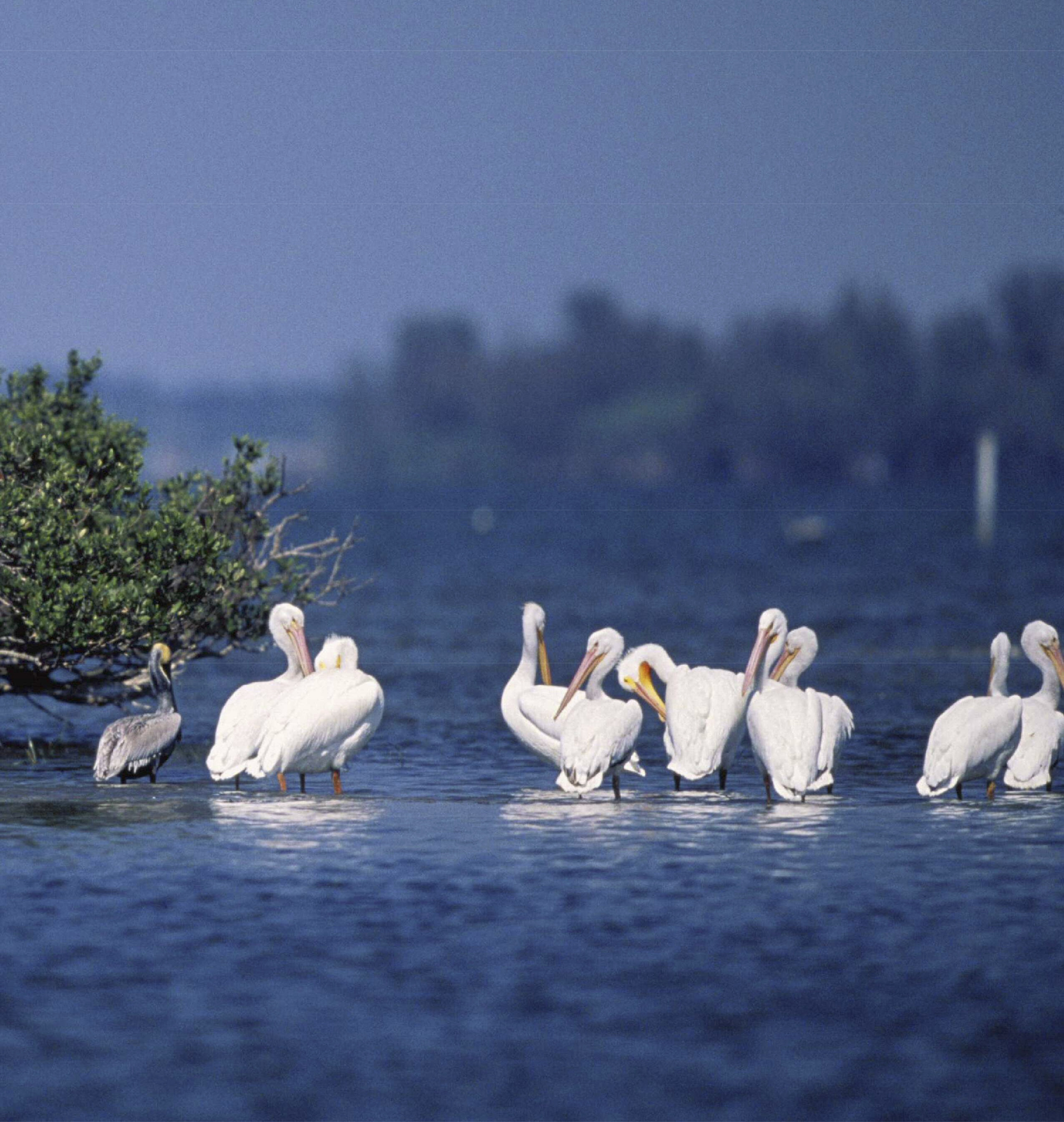
Pélicans bruns et pélicans blancs
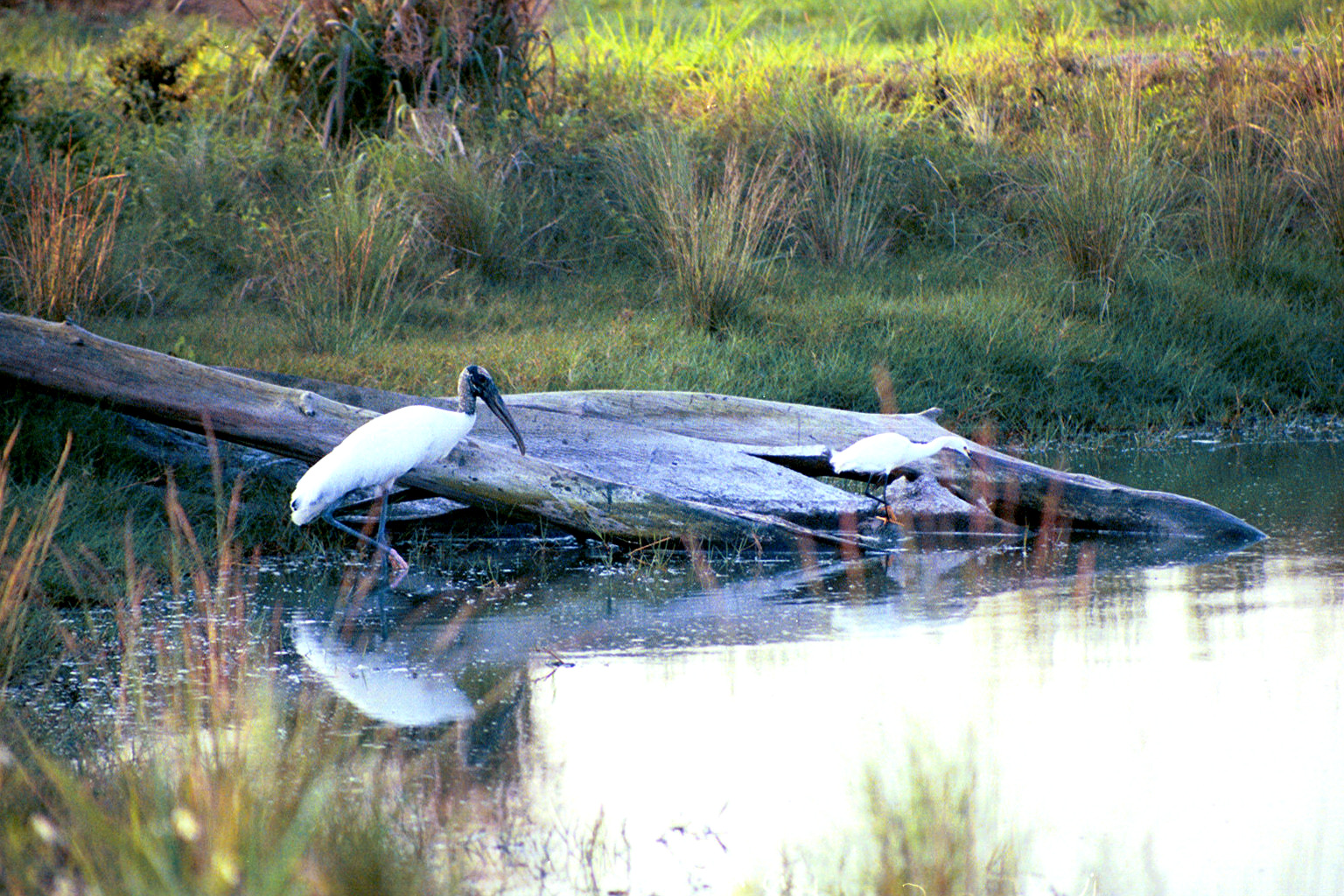
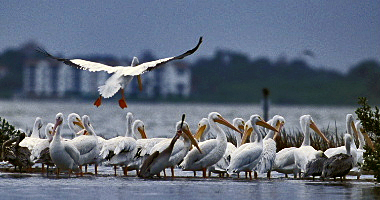
Pélican blanc d'Amérique
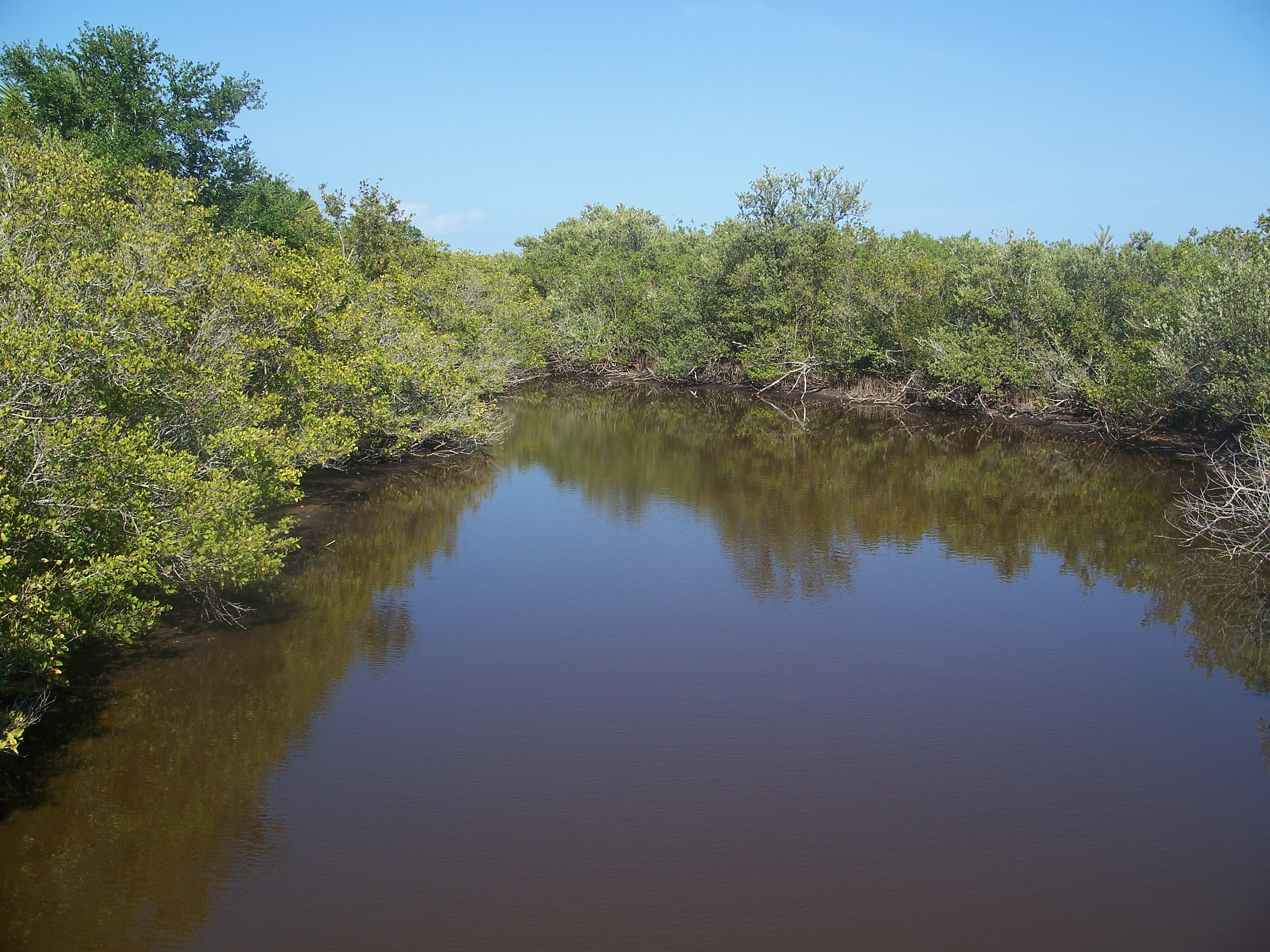
Centennial Trail
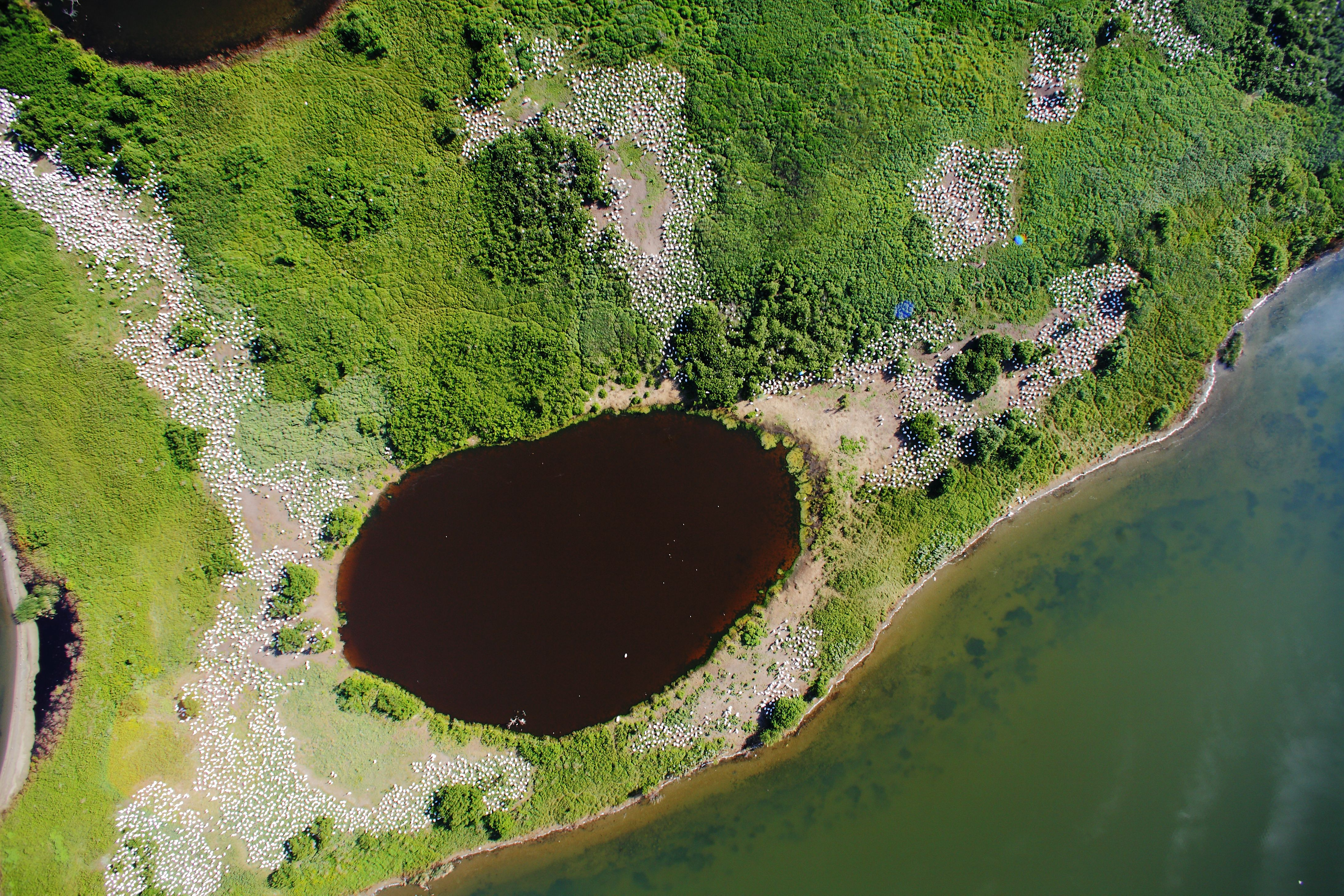
Chase Lake